# سیریل بوس
سیریل بوس (فرانسوی: Cyril Bos‎؛ زادهٔ ۲۶ سپتامبر ۱۹۷۲) دوچرخه‌سوار اهل فرانسه است.
وی در مسابقات کشوری و بین‌المللی در مجموع برندهٔ ۲ مدال نقره، ۱ مدال برنز شده‌است.